# Georgische presidentsverkiezing 2024
De Georgische presidentsverkiezing van 2024 vond plaats op 14 december 2024 voor de verkiezing van een nieuwe president, de zesde in de geschiedenis van Georgië. Door een grondwetswijziging in 2017 werd met ingang van 2024 de president niet meer via algemeen kiesrecht gekozen, maar door middel van een 300 leden tellend kiescollege.
De verkiezing was zeven weken na de betwiste parlementsverkiezing van 26 oktober 2024 en werd door zittend president Salome Zoerabisjvili als illegaal bestempeld. Oud-voetballer en parlementslid Micheil Kavelasjvili was namens de regerende Georgische Droom de enige kandidaat en werd verkozen. De oppositie boycotte de stemming in het kiescollege. De verkiezing leidde internationaal tot kritiek en verschillende westerse leiders verklaarden Zoerabisjvili als legitieme president te beschouwen, ook na de inhuldiging van Kavelasjvili.

## Achtergrond

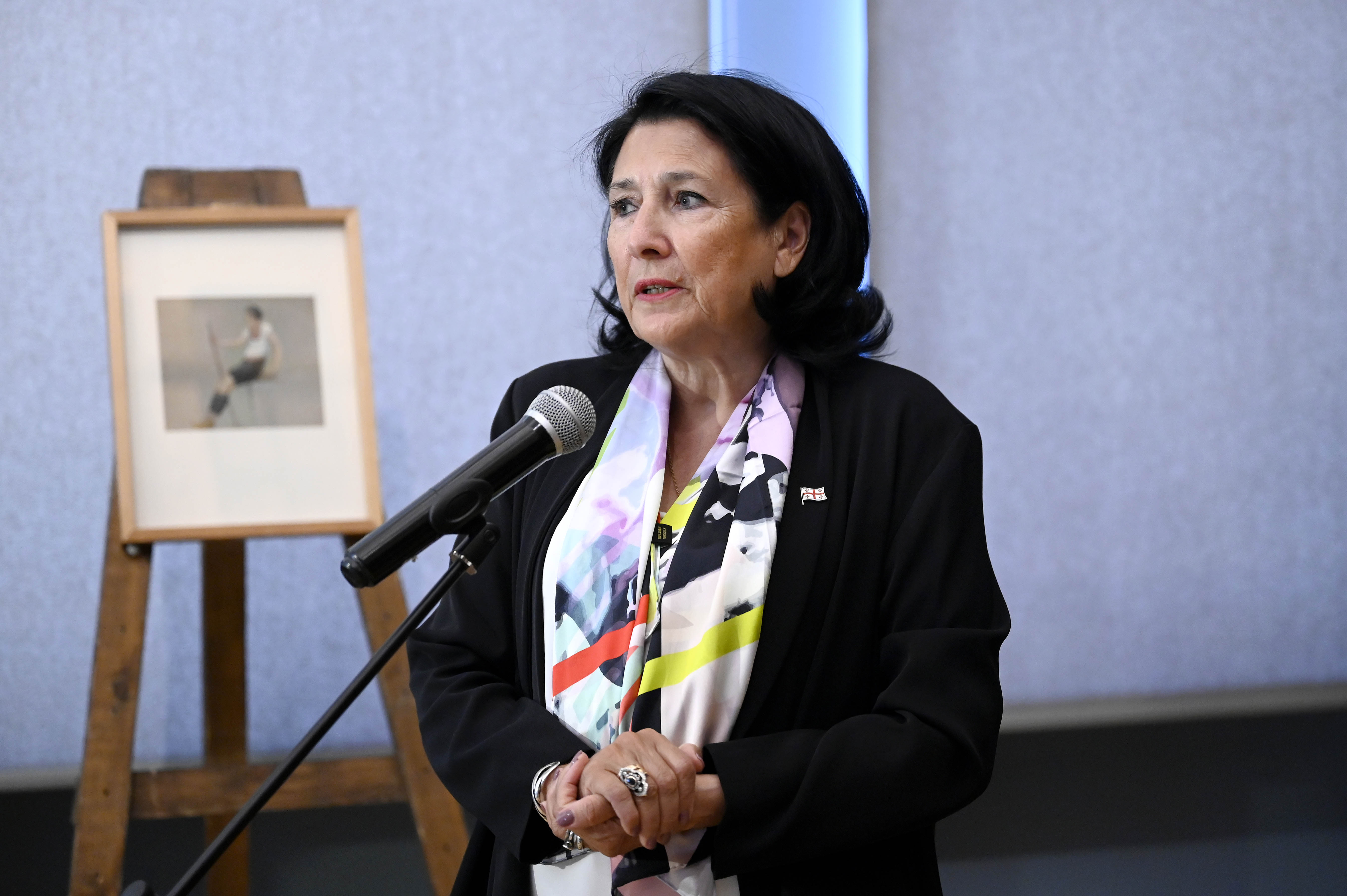
Zittend president Salome Zoerabisjvili in 2022.

Salome Zoerabisjvili werd in 2018 als laatste president van Georgië via algemeen kiesrecht gekozen. Haar termijn stond wettelijk eenmalig op zes jaar in plaats van de reguliere vijf jaar, om na de parlementsverkiezing van 26 oktober 2024 een nieuwe verkiezingsmethode met een kiescollege in te laten gaan. 

### Frictie tussen president en regering
De regerende Georgische Droom steunde de formeel onafhankelijke Zoerabisjvili in 2018 in haar verkiezing als president, maar gedurende haar termijn raakte ze steeds meer gebrouilleerd met de regering. Ze distantieerde zich in de tweede helft van haar termijn openlijk van de regering, die in toenemende mate het conflict met de Europese Unie en Verenigde Staten opzocht. De president, als hoeder van de grondwet, zag het als haar taak juist deze relaties te koesteren ten behoeve van de grondwettelijk verplichte Europese en Transatlantische integratie.
Ze was uitgesproken kritisch over verschillende wetsvoorstellen die Georgische Droom lanceerde. Ze vaardigde veto's uit over meerdere wetten, waaronder een surveillancewet en de controversiële wet 'Over transparantie van buitenlandse invloed', oftewel de "buitenlandse agent-wet". De veto's haalden in de praktijk weinig uit, omdat het parlement deze vrij gemakkelijk kan wegstemmen.

### Afzettingsprocedure
Daarnaast was er frictie tussen de regering-Garibasjvili en de president over haar taken en mandaten, een zogeheten interinstitutioneel conflict. Dit kwam in de zomer van 2023 tot een botsing over buitenlandse reizen die Zoerabisjvili maakte als staatshoofd. Grondwettelijk moet ze daarvoor toestemming van de regering hebben, wat ze in een aantal gevallen niet kreeg, maar er toch voor koos te reizen. Dit was volgens haar in het nationale belang ten aanzien van het verkrijgen van de Georgische EU-kandidaatsstatus.
De parlementsfractie van Georgische Droom antwoordde hierop door een afzettingsprocedure tegen de president te initiëren, wat een primeur was in de Georgische politieke geschiedenis. Ondanks dat het Grondwettelijk Hof meeging in de beschuldiging dat de grondwet was geschonden, strandde de afzetting in het parlement door het gebrek aan de vereiste tweederdemeerderheid. In oktober 2024 startte Georgische Droom een tweede afzettingsprocedure om principiële reden, wetende dat het Zoerabisjvili's termijn hooguit een maand zou verkorten.

### Onwettige verkiezing

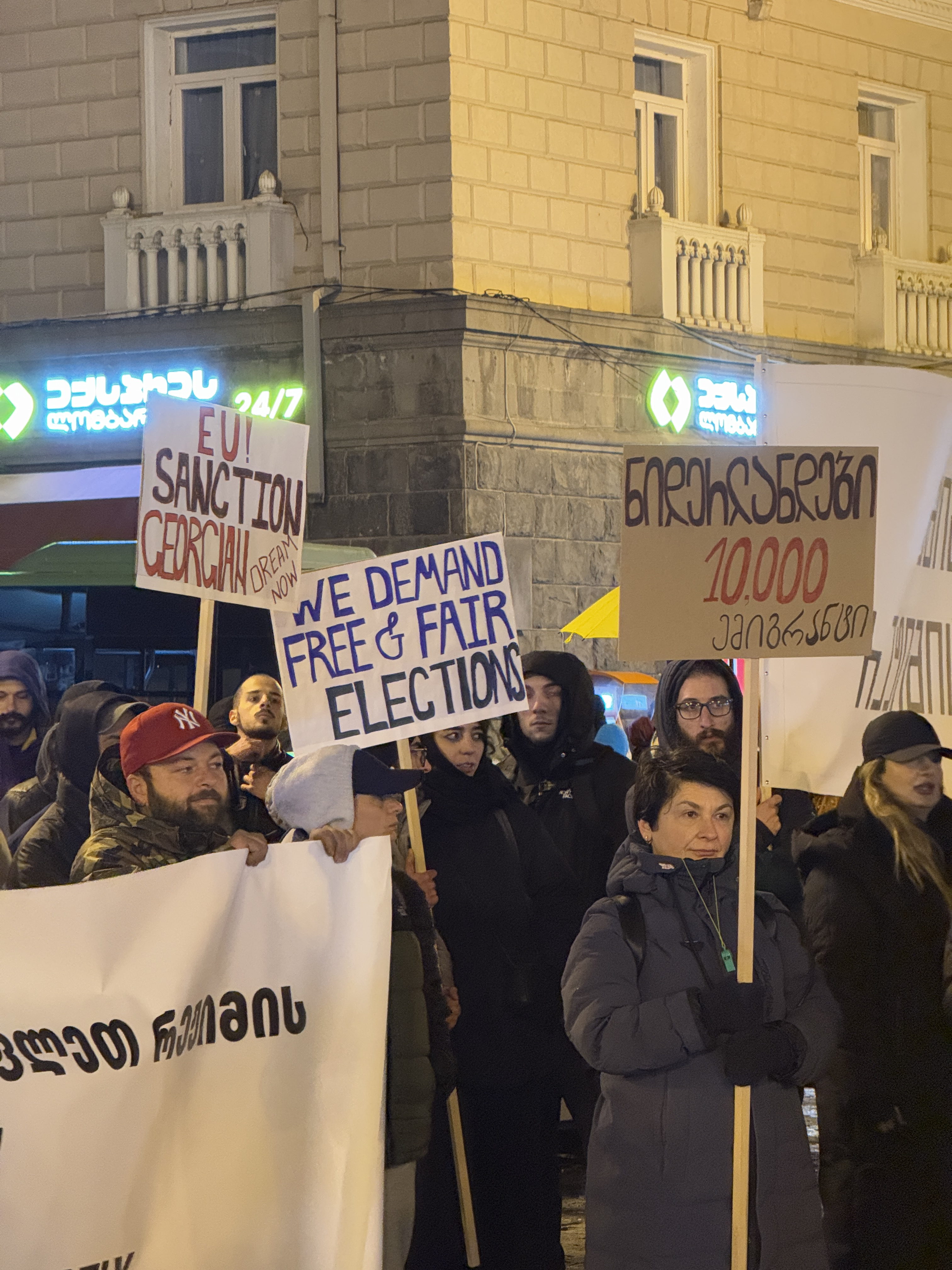
In de weken voorafgaand aan de presidentsverkiezing vonden dagelijkse protesten plaats tegen de regering en voor nieuwe parlementsverkiezingen.

De confrontatie tussen de regering en president Zoerabisjvili culmineerde na de parlementsverkiezing van oktober 2024, toen zij de resultaten weigerde te erkennen vanwege verkiezingsfraude. Ze weigerde vervolgens de openingsvergadering van het nieuwe parlement bijeen te roepen, grondwettelijk de taak van de president. Georgische Droom, die de verkiezingswinst opeiste, belegde vervolgens zelf de vergadering, bekrachtigde de eigen mandaten en bekrachtigde vervolgens de regering onder leiding van premier Irakli Kobachidze.
Het parlement schreef tevens op 26 november 2024 de presidentsverkiezing uit voor 14 december 2024, met een inhuldiging op 29 december 2024. Al deze stappen werden door president Zoerabisjvili onwettig verklaard. Volgens haar kan een onrechtmatig verkozen parlement niet zichzelf installeren en is het uitschrijven van een presidentsverkiezing door een dergelijk parlement dan ook niet rechtsgeldig. Ook de verkiezing zelf van de president zou dat volgens haar niet zijn, omdat het kiescollege voor de helft bestaat uit dat (onwettige) parlement. Ze gaf aan dat ze niet zou aftreden als president na afloop van haar termijn in december 2024, totdat er een nieuwe parlementsverkiezing gehouden zou worden.

## Kandidaten

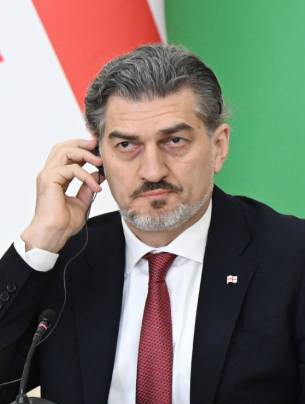
Micheil Kavelasjvili was de enige kandidaat.

Op 27 november 2024 presenteerde Bidzina Ivanisjvili het parlementslid Micheil Kavelasjvili als de kandidaat namens Georgische Droom. Kavelasjvili is een voormalig profvoetballer, parlementslid en medeoprichter van de antiwesterse splinterpartij Volkskracht van Georgische Droom. De kandidatuur van Kavelasjvili werd bekritiseerd in Georgië door zijn gebrek aan een hogere opleiding. Hij was de enige kandidaat.

## Verkiezingsmethode
De president wordt gekozen voor een termijn van vijf jaar met de mogelijkheid tot eenmalige herverkiezing. Als gevolg van de grondwetswijziging in 2017, die in december 2018 van kracht werd na de inhuldiging van president Salome Zoerabisjvili, werd de openbare verkiezing van de president afgeschaft en per 2024 vervangen met een kiescollege bestaande uit 300 personen.
De grondwetswijziging betrof ook de leeftijd van de kandidaat-president. Die werd verhoogd van 35 naar 40 jaar. Ook de verblijfsvereisten werden gewijzigd. Een presidentskandidaat moet ten minste 15 jaar in Georgië hebben gewoond. Een kandidaat hoeft echter niet langer de laatste drie jaar voor de verkiezingen in Georgië te hebben gewoond. De president mag geen lid zijn van een politieke partij, geen andere functie hebben, of zich bezighouden met ondernemerschap, een derde salaris ontvangen of een andere vaste vergoeding krijgen.

### Kiescollege

De stemming vond plaats in de plenaire zaal van het parlement van Georgië.

Het kiescollege bestaat uit alle leden van het parlement van Georgië, alle twintig leden van de Hoge Raad van de autonome republiek Abchazië, alle 21 leden van de Hoge Raad van de autonome republiek Adzjarië en 109 leden die de gemeenten vertegenwoordigen. Deze laatste worden toegewezen aan partijen op basis van de stemverhoudingen bij de laatste gemeenteraadsverkiezingen. De verkiezing van de president vindt plaats in het parlement.
Ten minste dertig leden van het kiescollege zijn vereist om een presidentskandidaat te nomineren voor het kiescollege. Dit kan tot de negende dag voor de verkiezing. Elk lid van het college heeft het recht om één kandidaat te nomineren en mag ook op één kandidaat stemmen. Er zijn 200 stemmen nodig om de president te kiezen. Als geen enkele kandidaat de benodigde 200 stemmen krijgt, wordt er een tweede ronde gehouden tussen de twee kandidaten met de meeste stemmen. In de tweede ronde is de winnaar degene met de meeste stemmen. Er geldt een quorum van meer dan de helft van het total aantal leden van het kiescollege.

### Samenstelling van het kiescollege
Onderstaande tabel geeft de samenstelling van het kiescollege voor de verkiezing in 2024 weer. De oorspronkelijke verdeling van de 109 lokale vertegenwoordigers was 54 voor Georgische Droom en 55 voor acht oppositiepartijen, naar rato op basis van de gemeenteraadsverkiezingen van 2021. Omdat de oppositiepartijen hun lijsten met vertegenwoordigers niet indienden bij de centrale verkiezingscommissie werden deze zetels in het kiescollege aan Georgische Droom toegewezen.
De oppositiepartijen die in oktober 2024 in het parlement waren verkozen, boycotten dit en gaven aan hun parlementszetels in te leveren. Ze namen ook geen zitting in het kiescollege. Omdat hun parlementszetels nog niet formeel waren beëindigd tijdens de presidentsverkiezing, werden ze nog wel formeel in het kiescollege opgenomen.
| Lokale vertegenwoordigers - oorspronkelijk | 54  | 39 | 1  | 4  | 9  | 1 | 1 | 0  | 109 |
|                                            |     |    |    |    |    |   |   |    |     |
| Lokale vertegenwoordigers - definitief     | 109 | 0  | 0  | 0  | 0  | 0 | 0 | 0  | 109 |
| Parlement van Georgië                      | 89  | 16 | 19 | 14 | 12 | 0 | 0 | 0  | 150 |
| Hoge Raad van Abchazië                     | 0   | 0  | 0  | 0  | 0  | 0 | 0 | 20 | 20  |
| Hoge Raad van Adzjarië                     | 13  | 4  | 1  | 1  | 2  | 0 | 0 | 0  | 21  |
| Totaal                                     | 211 | 20 | 20 | 15 | 14 | 0 | 0 | 20 | 300 |
| Bronnen: Radio Tavisupleba (RFE/RL);       |     |    |    |    |    |   |   |    |     |

## Stemming
Op zaterdag 14 december 2024 vond tussen 9:00 en 14:00 in het parlement de stemming plaats door middel van stembriefjes. De stemming stond onder gezag van de centrale verkiezingscommissie. De oppositiepartijen boycotten deze sessie, alsmede enkele leden van de Hoge Raad van de autonome republiek Abchazië. In totaal deden 225 leden van het kiescollege mee met de stemming, waarvan 224 voor de enige kandidaat Kavelasjvili stemden en een lid een blanco stem uitbracht, die ongeldig werd verklaard.
|                                   | Micheil Kavelasjvili       | Georgische Droom / Volkskracht | 224 | 100  |  |  |
| Totaal                            | Totaal                     | Totaal                         | 224 | 100  |  |  |
|                                   |                            |                                |     |      |  |  |
| Geldige stemmen                   | Geldige stemmen            | Geldige stemmen                | 224 | 99,6 |  |  |
| Ongeldige stemmen                 | Ongeldige stemmen          | Ongeldige stemmen              | 1   | 0,4  |  |  |
| Totale stemmen                    | Totale stemmen             | Totale stemmen                 | 225 | 100  |  |  |
| Kiesgerechtigden / opkomst        | Kiesgerechtigden / opkomst | Kiesgerechtigden / opkomst     | 300 | 75   |  |  |
| Bronnen: Radio Tavisubleba; CESKO |                            |                                |     |      |  |  |

## Nasleep

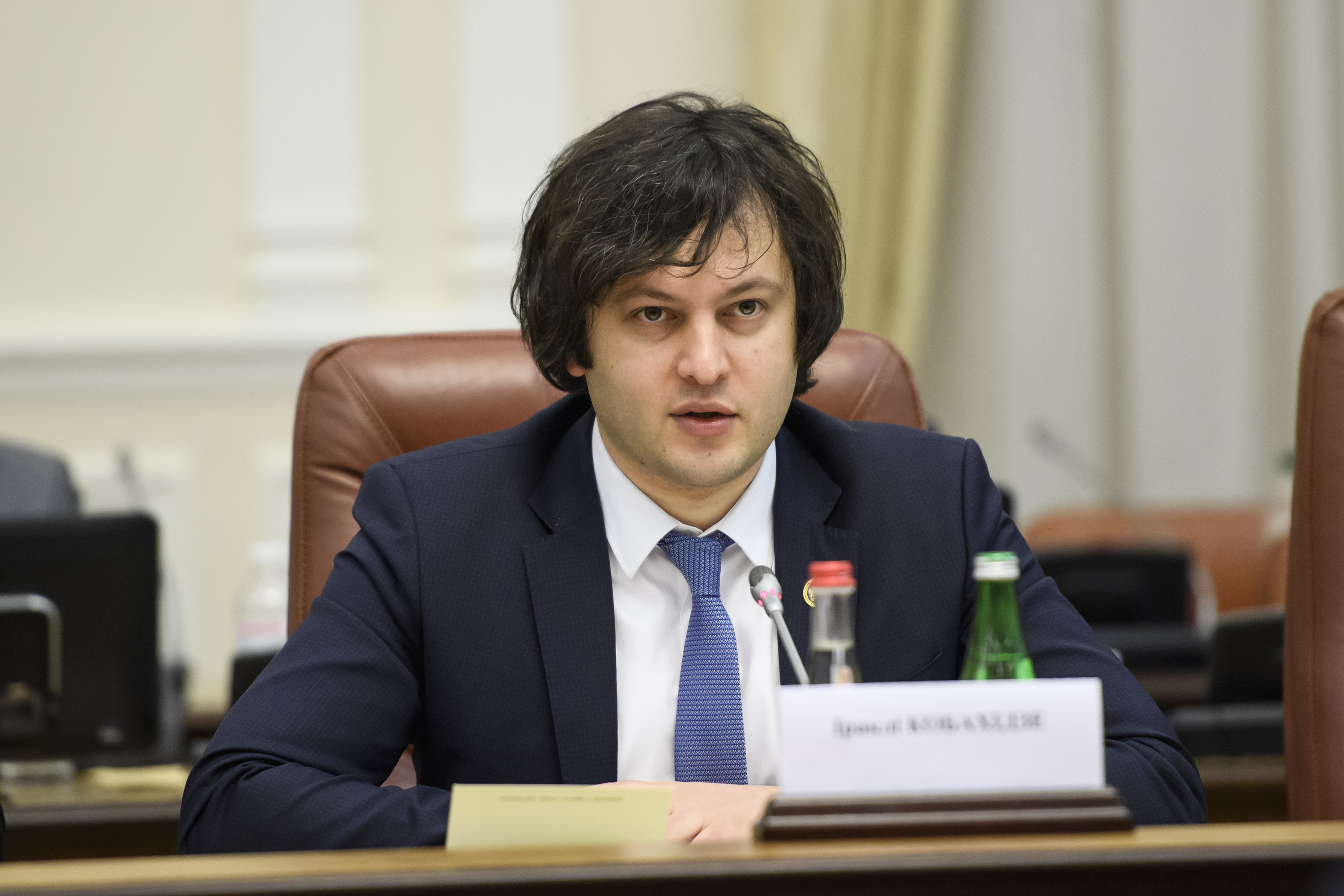
Premier Irakli Kobachidze dreigde president Zoerabisjvili met gevangenzetting.

De verkiezing van Micheil Kavelasjvili door het kiescollege tot president verdiepte de politieke crisis die begon met de betwiste parlementsverkiezing op 26 oktober 2024. Zittend president Salome Zoerabisjvili zei voor en na de verkiezing dat ze weigerde af te treden op 29 december 2024, omdat de "onwettige, ongrondwettelijke" verkiezing van de nieuwe president "een parodie" is die "geen verband houdt met enig politiek proces", een belediging voor de Georgische tradities, geschiedenis en cultuur.
Een week na de verkiezing dreigde premier Irakli Kobachidze met gevangenzetting van Zoerabisjvili als ze op 29 december 2024 niet de presidentiële residentie zou verlaten. Hij herhaalde dit dreigement twee dagen voor de overdrachtsdatum en stelde een lange gevangenisstraf in het vooruitzicht, nadat oppositieleiders verklaarden Zoerabisjvili te zullen verdedigen in de residentie.
De oppositie veroordeelde de verkiezing en beschuldigde Georgische Droom ervan een "constitutionele staatsgreep" te orkestreren op bevel van Bidzina Ivanisjvili, de oprichter van Georgische Droom. Ze stelden dat Zoerabisjvili "de president van Georgië blijft, de opperbevelhebber en de hoogste vertegenwoordiger van het land in buitenlandse betrekkingen".

### Europa

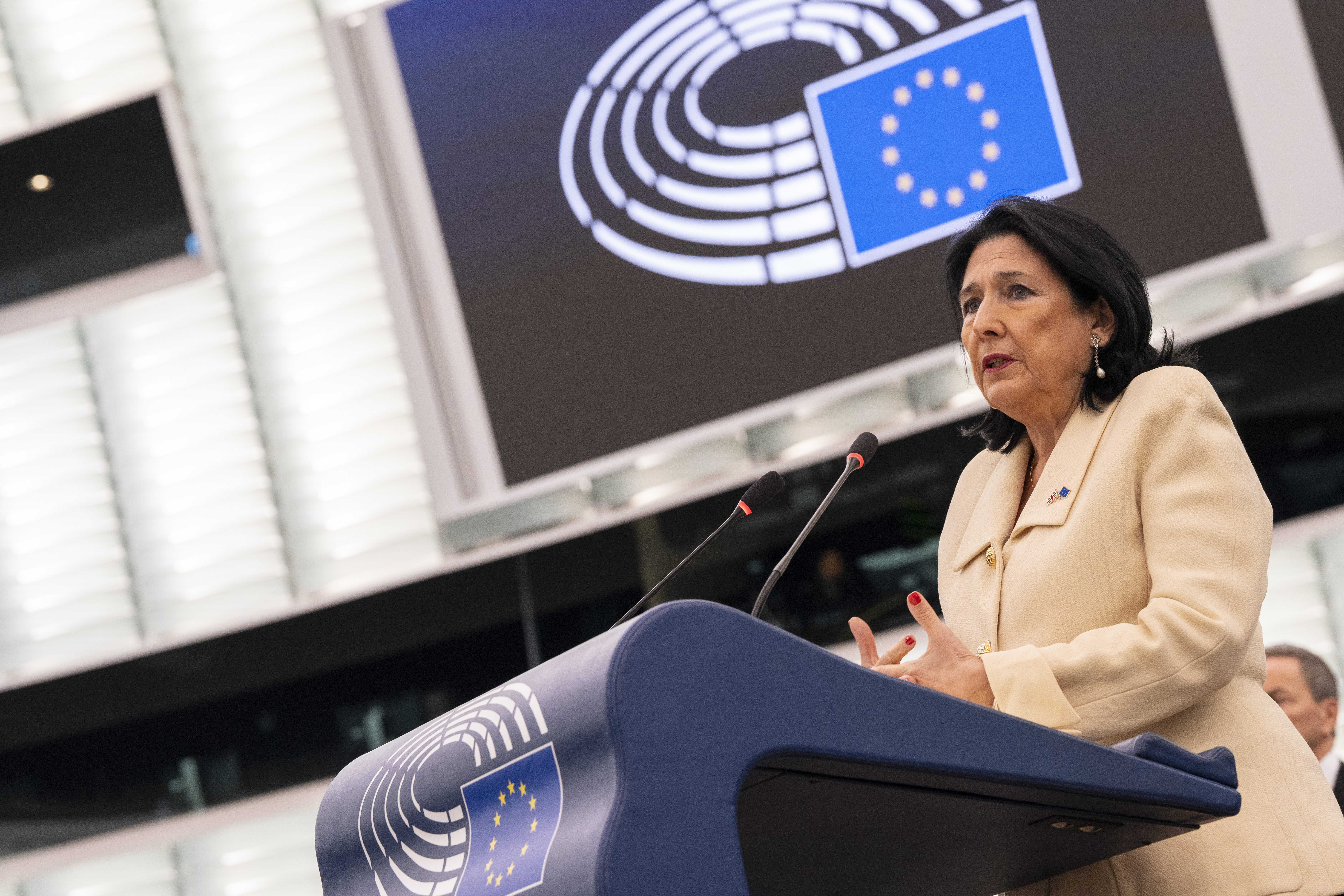
Na de verkiezing deed Zoerabisjvili in het Europees Parlement een appèl om de democratische krachten in Georgië te blijven steunen.

Vier dagen na de verkiezing deed Zoerabisjvili in het Europees Parlement een oproep aan de EU om blijvende politieke steun te verlenen aan de democratische krachten in Georgië, steun te verlenen aan rechtvaardigheid, de vrijlating van politieke gevangenen te bepleiten, en om de oproep voor nieuwe verkiezingen krachtig te steunen. "Europa heeft deze situatie tot nu toe slechts halfslachtig aangepakt. Het is traag geweest om wakker te worden en traag om te reageren. Er kan en moet veel meer gedaan worden."
Zoerabisjvili nodigde Ivanisjvili uit voor een gesprek over nieuwe parlementsverkiezingen om de democratische orde te herstellen. Ze richtte een speciale raad op om dergelijke verkiezingen voor te bereiden en overlegde met de oppositiepartijen hoe dit vorm te geven. Oppositievertegenwoordiger Nika Gvaramia gaf aan dat de president het recht heeft het parlement te ontbinden en zo nieuwe verkiezingen af te dwingen. Gedurende deze periode vonden in het hele land dagelijks protesten plaats tegen de regering voor nieuwe verkiezingen en voor de vrijlating van gevangennomen demonstranten.

### Installatie
De regering negeerde de commotie stoïcijns. Op 29 december 2024 werd Kavelasjvili als president geïnstalleerd in een besloten bijeenkomst in het parlement van Georgië, waar de oppositie afwezig was en geen buitenlandse diplomaten bij waren uitgenodigd. De oppositie en Zoerabisjvili erkenden zijn presidentschap niet en beschouwden Zoerabisjvili ook na 29 december 2024 als legitieme president van Georgië. Het Europees parlement was het daar in een resolutie in februari 2025 mee eens.

## Internationale reacties
Micheil Kavelasjvili werd door enkele regeringsleiders en staatshoofden gefeliciteerd met zijn verkiezing, voornamelijk van buurlanden van Georgië. De Verenigde Staten en de Europese Unie onthielden zich van een officiële reactie, maar verschillende politici lieten zich negatief uit en verklaarden dat zittend president Salome Zoerabisjvili in hun ogen de legitieme president blijft. Rusland onthield zich na de verkiezing van felicitaties, maar stelde open te staan de relaties te normaliseren.
- Azerbeidzjan - President Ilham Alijev was de eerste die Kavelasjvili feliciteerde met zijn verkiezing tot president. Hij sprak zijn vertrouwen uit in het versterken van de bilaterale betrekkingen tussen de twee landen, die "zijn gebaseerd op de wil van onze volkeren, die historisch gezien in vriendschap en goed nabuurschap hebben geleefd en elkaar altijd hebben gesteund".[40]
- Wit-Rusland - President Aleksandr Loekasjenko feliciteerde Kavelasjvili met zijn verkiezing tot president en sprak zijn vertrouwen uit dat de "hervatting van vruchtbare en constructieve interactie tussen onze landen zal bijdragen aan verdere versterking van de bilaterale betrekkingen".[40]
- Armenië - Premier Nikol Pasjinjan en president Vahagn Chatsjatoerjan feliciteerden Kavelasjvili met zijn verkiezing tot president.[40][41] Beiden benadrukten de bereidheid nauw samen te werken voor het versterken van de bilaterale relaties en het strategisch partnerschap.
- Servië - President Aleksandar Vučić feliciteerde Kavelasjvili met zijn verkiezing tot president en nodigde hem uit om Servië te bezoeken om "extra momentum te creëren voor het versterken van onze algehele betrekkingen".[40] Hij stelde dat "in tijden waarin de wereld met talrijke, moeilijke en complexe uitdagingen wordt geconfronteerd, het van het grootste belang is dat leiders van alle landen zich inzetten voor het opbouwen van vrede en stabiliteit. Op dat pad zult u een betrouwbare partner en vriend in Servië hebben."
- Turkije - President Recep Tayyip Erdoğan was elf dagen na de verkiezing de vijfde regeringsleider die Kavelasjvili feliciteerde. Hij sprak zijn vertrouwen uit dat Turkije en Georgië hun betrekkingen verder zullen ontwikkelen, "wat in lijn is met onze gemeenschappelijke belangen en dient om welvaart in de regio te verzekeren".[42]
- Rusland - plaatsvervangend hoofd van het Russische ministerie van Buitenlandse Zaken Michail Galoezin verklaarde in relatie tot de verkiezing van Kavelasjvili dat Rusland bereid is om de betrekkingen met de Georgië te normaliseren "voor zover Tbilisi bereid is dat te doen". Georgië verbrak in 2008 de diplomatieke betrekkingen met Rusland als gevolg van de Russisch-Georgische Oorlog.[43]
- Verenigde Staten - voorzitter Joe Wilson van de Helsinki Commissie en Republikeins lid van het Huis van Afgevaardigden van het Amerikaans Congres stelde dat zittend president Zoerabisjvili de "legitieme president is van Georgië. Ik prijs haar moed terwijl ze opstaat tegen de illegitieme regering die de Georgiërs een Russische marionettenpresident probeert op te dringen. Er moeten nieuwe verkiezingen komen!".[40] Voorzitter van de Senaatscommissie Buitenlandse Betrekkingen Ben Cardin van de Democratische Partij sprak over Kavelasjvili als een "beruchte anti-Amerikaanse provocateur" en zei dat zijn verkiezing "de ware aard" van de Georgische Droom onthulde. De senator benadrukte dat Kavelasjvili's verkiezing breed werd aangevochten door de Georgische samenleving en internationale waarnemers. Hij gaf aan dat Kavelasjvili een uitdrukkelijke rol speelde in de democratische neergang van het land, onder andere door "zijn rol in het mede-opstellen van een buitenlandse agentenwet in Russische stijl".[44]
- Duitsland - voorzitter Michael Roth van de commissie voor buitenlandse zaken van de Bondsdag vergeleek de verkiezing van Kavelasjvili met de Gleichschaltung, in een verwijzing naar de Duitse nazificatie en het installeren van een totalitaire dictatuur in 1933. "De 'verkiezing' van Micheil Kavelisjvili als nieuwe president van Georgië is een nieuwe stap in de richting van de 'Gleichschaltung' van alle constitutionele instellingen in Georgië. De regeringspartij verdiept de verdeling van Georgië, plant een staatsgreep en wil de liberale democratie vernietigen."[40]
- Estland - voorzitter Marko Mihkelson van de commissie Buitenlandse Betrekkingen van de Riigikogu verklaarde dat Zoerabisjvili de enige legitieme president van Georgië is.[40]
- Litouwen - president Gitanas Nausėda uitte aan Zoerabisjvili "diepe bezorgdheid over de democratische terugval in Georgië". Hij stelde dat Georgië het risico loopt het Wit-Russische scenario te herhalen. "Litouwen steunt de resolutie van het Europees Parlement om democratische verkiezingen in Georgië te houden. Litouwen staat pal achter het Georgische volk op hun pad naar de Europese Unie. Het opschorten van de toetredingsonderhandelingen met de EU is in strijd met hun wil en is koren op de molen van Rusland".[45] Europarlementariër Rasa Juknevičienė noemde Zoerabisjvili "de enige legitieme functionaris in Georgië, gekozen als resultaat van vrije verkiezingen". Ze beschreef de verkiezing als een farce "net als in Rusland, Wit-Rusland en andere autocratieën".[46]
- Letland - Europarlementariër Rihards Kols noemde Zoerabisjvili "de enige legitieme president" in Georgië. Hij stelde dat "het regime van de Georgische Droom het presidentschap heeft 'overgedragen' aan ex-voetballer Micheil Kavelasjvili, een antiwesters figuur, die is geslecteerd om het Georgische volk te bespotten en Georgië in de Russische invloedssfeer te verankeren".[47]
- Liberale koepelorganisaties Liberale Internationale en ALDE bleven middels een gezamenlijke verklaring achter president Zoerabisjvili staan als de rechtmatig gekozen president. Ze veroordeelden de gevolgen van de "ongrondwettelijke acties van Georgische Droom en de democratische terugval die we in Georgië zien" en riepen landen op om in navolging van VS, Oekraïne en de EU sancties op te leggen tegen politici die "betrokken zijn bij de invoering van de 'Russische wet op buitenlandse agenten' en antidemocratische praktijken".[48]